# San Julián (Málaga)
San Julián es un barrio perteneciente al distrito de Churriana de la ciudad andaluza de Málaga, España. Está situado en las proximidades del Aeropuerto de Málaga-Costa del Sol. Según la delimitación oficial del ayuntamiento, limita al noroeste con el polígono industrial Cortijo de San Julián, del que lo separa la vía férrea de la línea C1 del Cercanías Málaga; al norte, con el polígono industrial Mi Málaga; al nordeste, con el polígono comercial Villarosa; y a este, el sur y el oeste, con los terrenos no urbanizados de Los Chochales. Se trata de un barrio aislado, alejado de otros núcleos urbanos, siendo los más cercanos los barrios de Guadalmar, Vega de Oro y Los Paseros. 
El área donde se asienta el barrio está considerado como un lugar de interés arqueológico donde podría haber estado sitaudo un asientamiento púnico secundario, relacionado con el asentamiento de Cerro del Villar, como inducen los restos hallados en la zona, entre los que se encuentran un pebetero de terracota relacionado con el culto de Tanit-Deméter.
Junto al barrio se situará la nueva Ciudad Deportiva del Málaga C.F. y la llamada Ciudad del Automóvil, complejo comercial para la venta de vehículos.

## Transporte
Junto al barrio se encuentra la estación de cercanías de San Julián, que lo comunican con el centro de la ciudad y otras localidades de la Costa del Sol Occidental. 
En autobús queda conectado mediante las siguientes líneas de la[EMT Málaga)
FIESTAS
se celebran fiestas en el campo de fútbol ATL.SAN JULIAN en el mes de julio una espectacular FIESTA DE LA ESPUMA, en agosto LA VELADILLA ( verbena) con la colaboración de mucho-as vecino-as y la junta de distrito de Churriana.
| Línea | Trayecto                                       | Recorrido | Frecuencia    |
| ----- | ---------------------------------------------- | --------- | ------------- |
| 5     | Alameda Principal - Guadalmar - Parque de Ocio | Recorrido | 30-35 minutos |
| 10    | Alameda Principal - Churriana                  | Recorrido | 25-30 minutos |